# Wendelin Thomas
Wendelin Thomas (né en 1884 à Thionville et mort probablement en 1947) était un homme politique allemand (SPD, USPD, KPD).

## Biographie
Fils d'un ouvrier agricole, Wendelin Thomas nait le 21 juin 1884 à Thionville (Diedenhofen) alors ville de l’l'empire allemand. Il fréquente l’école primaire de "Diedenhofen", avant de suivre sa famille à Weißenburg et Altenstadt en Alsace. Il s’engage ensuite dans la marine. En 1907, Wendelin se marie. En 1910, il est engagé dans un chantier naval à Hambourg. Il rejoint aussitôt le Parti social-démocrate d'Allemagne (SPD).
De 1914 à 1918, Thomas participe à la Première Guerre mondiale. À l'automne 1918, il joue un rôle prépondérant dans la révolte des marins d’Allemagne du nord. Thomas appartient dès novembre 1918 à un Soldatenrat, un conseil ouvrier révolutionnaire.
En septembre 1919 Wendelin Thomas devient rédacteur en chef du journal Volkswille (Volonté du peuple). Lors des élections du Reichstag en juin 1920, Wendelin Thomas est élu au Reichstag pour représenter la circonscription no 27 (Haute-Bavière et Souabe). Fin 1920, Thomas rejoint le Parti communiste allemand. En mars 1921, il devient rédacteur en chef du Neuen Zeitung, qui deviendra plus tard le journal de Hambourg. Après les Élections législatives allemandes de mai 1924, Wendelin Thomas correspond avec Léon Trotski. De 1925 à 1928, Thomas travaille pour le Komintern. Il est emprisonné pour deux ans, avant d’être amnistié.
Après la prise du pouvoir par les nazis en 1933, Wendelin Thomas  émigre aux États-Unis, où il deviendra membre de la Commission américaine d'enquête sur les procès de Moscou.

## Publications
- Unserm Kurt Eisner zu Ehren und Gedächtnis!, Verlagsgenossenschaft Volkswille, Augsburg, 1920.

## Sources
- Hermann Weber, Andreas Herbst: Deutsche Kommunisten. Biographisches Handbuch 1918 bis 1945, arl Dietz Verlag, Berlin, 2004 (p. 79)
- Thomas, Wendelin, sur Datenbank der deutschen Parlamentsabgeordneten.